# Chiesa di San Donato (Frossasco)
La chiesa di San Donato è la parrocchiale di Frossasco, in città metropolitana di Torino e diocesi di Pinerolo; fa parte del vicaria foranea della Pianura. 
La chiesa, a pianta basilicale, situata in via Famiglia Falconet 46 e dedicata al santo patrono del paese, San Donato, è databile al 1220 circa ma, durante il corso degli anni, ha subito diverse modifiche strutturali e interventi di restauro.

## Storia
Eretto fuori le mura quadrate della villa di Frossasco, nell'angolo nord-ovest dell'abitato, l'edificio risale al 1220 e sorge sulle rovine di una cappella preesistente, anteriore all'IX secolo, le cui tracce si possono ancora scorgere sulle finestre a doppi archetti romanici presenti nella facciata e nei basamenti di alcune colonne.
Ampliata nella seconda metà del XIII secolo, la chiesa presenta l'odierna struttura basilicale a tre navate, ma con copertura con soffitto a capriate; nel XV secolo il soffitto fu sostituito da volte a crociera, mentre l’area presbiterale si arricchì di absidi poligonali e di ampie finestre nel coro. All’interno il pulpito, databile tra la fine del XVI e l’inizio del XVII secolo, preveniva, con ogni probabilità, dalla chiesa di San Francesco di Pinerolo.
Nel 1648 venne ribassata la volta della navata centrale e fu inframezzata da nuove finestre. Successivamente, le navate laterali furono arricchite da una cappella laterale ciascuna e da numerosi altari.
Dopo l'approvazione del consiglio comunale di Frossasco, nel 1789 fu completata la costruzione dell'attuale sacrestia, mentre nel 1795 fu costruito il battistero a spese della comunità.
Il terremoto del 1808 causò danni alla chiesa, la quale venne riparata due anni dopo e, in tale occasione, il canonico della Metropolitana di Torino (ex pievano di Frossasco) fece dono di due grandi quadri raffiguranti uno il Redentore e l'altro la Vergine Assunta.
Su progetto dell'architetto Andrea Cattaneo dell'Università di Torino, nel 1830 furono avviati i lavori per l'edificazione del campanile, in posizione distaccata nell'angolo a sud-est, ma collegato alla chiesa per mezzo della stretta manica della sacrestia. I materiali per la costruzione furono reperiti e trasportati dalla popolazione. A seguito della scomparsa dell'architetto Cattaneo, l'opera fu proseguita dall'ing. Giovanni Davicini e completata nel 1834.
Nel primo disegno il campanile era coronato da una guglia attorniata da quattro candelabri in pietra e, per assicurarne la durata e resistenza, fu ricoperta di latta. Tuttavia, si ebbe un rapido deperimento della guglia, così che nel 1878 venne abbattuta la sommità e venne alzato il tutto di un piano per collocarvi l'orologio e coprirlo con una cupola quadrangolare, coronata da un cupolino.
Intorno al 1963 fu avviato un progetto di restauro dell'intera chiesa: vennero asportati gli altari laterali, in cattivo stato di conservazione; venne abbassato il pavimento di vari centimetri e lo stesso venne ricostruito. La chiesa venne dotata di impianto di riscaldamento e vennero eretti due altarini nelle navate laterali.
Anche nel 1986 l'intero bene venne restaurato.
Nel 1995 l'altare del Santissimo Sacramento, costruito addossato alla parete sinistra del presbiterio, fu inserito in una apposita cappella decorata e di facile accesso per i fedeli, in cui anche il tabernacolo in legno del vecchio altare maggiore, dopo essere stato restaurato e fatto indorare, è posizionato in modo fisso.

## Descrizione

### Interno
La chiesa parrocchiale di San Donato è una chiesa a sezione basilicale, composta da tre navate che terminano in altrettanti absidi poligonali: la navata centrale, più alta e larga esattamente il doppio delle laterali, è separata dalle due navate laterali, più basse, da cinque arconi, ciascuno dei quali è sorretto da paraste romaniche che si inseriscono su pilastroni a base quadrata. Le murature più antiche sono probabilmente in pietra e malta di calce, quelle più recenti in laterizio; la struttura è rinforzata da catene metalliche poste in corrispondenza degli arconi. La volta a botte affrescata della navata centrale è intersecata dalle unghie delle finestre, mentre l'abside è coperta da una volta a ombrello. Le navate laterali sono coperte da volte a crociera con costoloni.

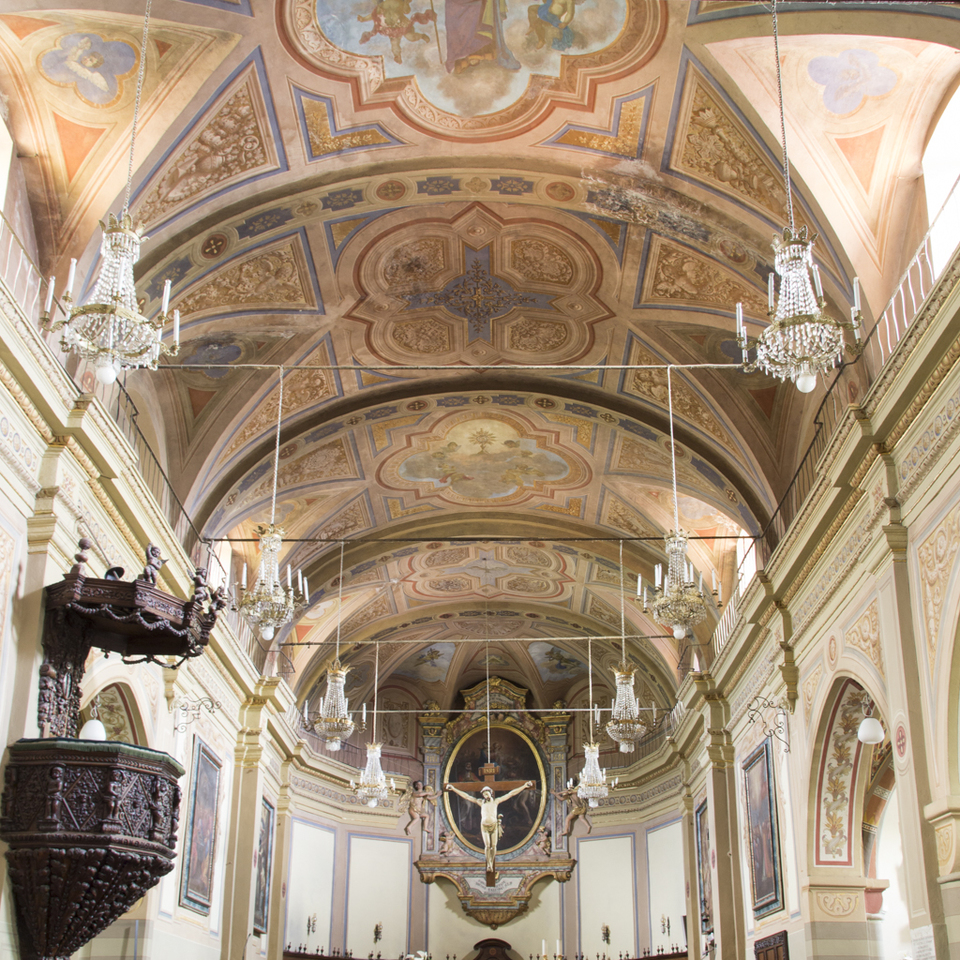
Navata centrale chiesa di San Donato di Frossasco.

Il pavimento, rifatto nel 1963 smontando il precedente e rimontandolo più basso di 20 cm, è in bargioline di colore bianco ferroso e nero fumo disposte in diagonale nel corridoio centrale e nel presbiterio, a scacchiera ortogonale nel resto dell'aula.
Entrando dalla porta laterale è presente, nell’abside della navata sud, la cappella del SS. Sacramento, con il moderno altare in marmo e la statua lignea del Sacro Cuore.
L'attuale altare maggiore è stato installato dopo il Concilio Vaticano II, anche se il crocifisso pendente era presente già dal XVII secolo.
Nel presbiterio sono presenti quadri del Settecento e un quadro ovale, collocato in fondo all'abside - del pittore Pietro Cuniberti - rappresenta i santi protettori di Frossasco, san Donato e san Sebastiano. Addossato alla parete absidale, inoltre, è presente un antico coro ligneo.
Nell'abside della navata settentrionale vi una statua di San Giuseppe, in legno dorato. A metà della navata si apre la cappella della Madonna, con un ricco altare barocco e quindici piccoli quadri dei Misteri del Rosario, mentre, verso il fondo, sono presenti affreschi quattrocenteschi.
Il pulpito è in legno intagliato e proviene dalla chiesa di S. Francesco in Pinerolo, demolita nell'Ottocento per iniziativa del governo francese.
Sopra la porta centrale è presente la cantoria con organo costruito nel 1899 da Carlo Vegezzi-Bossi.

### Esterno
Dall'esterno della costruzione è distinguibile il voluminoso corpo centrale a mattone a vista. Le coperture sono in coppi alla piemontese sorretti da struttura in legno.

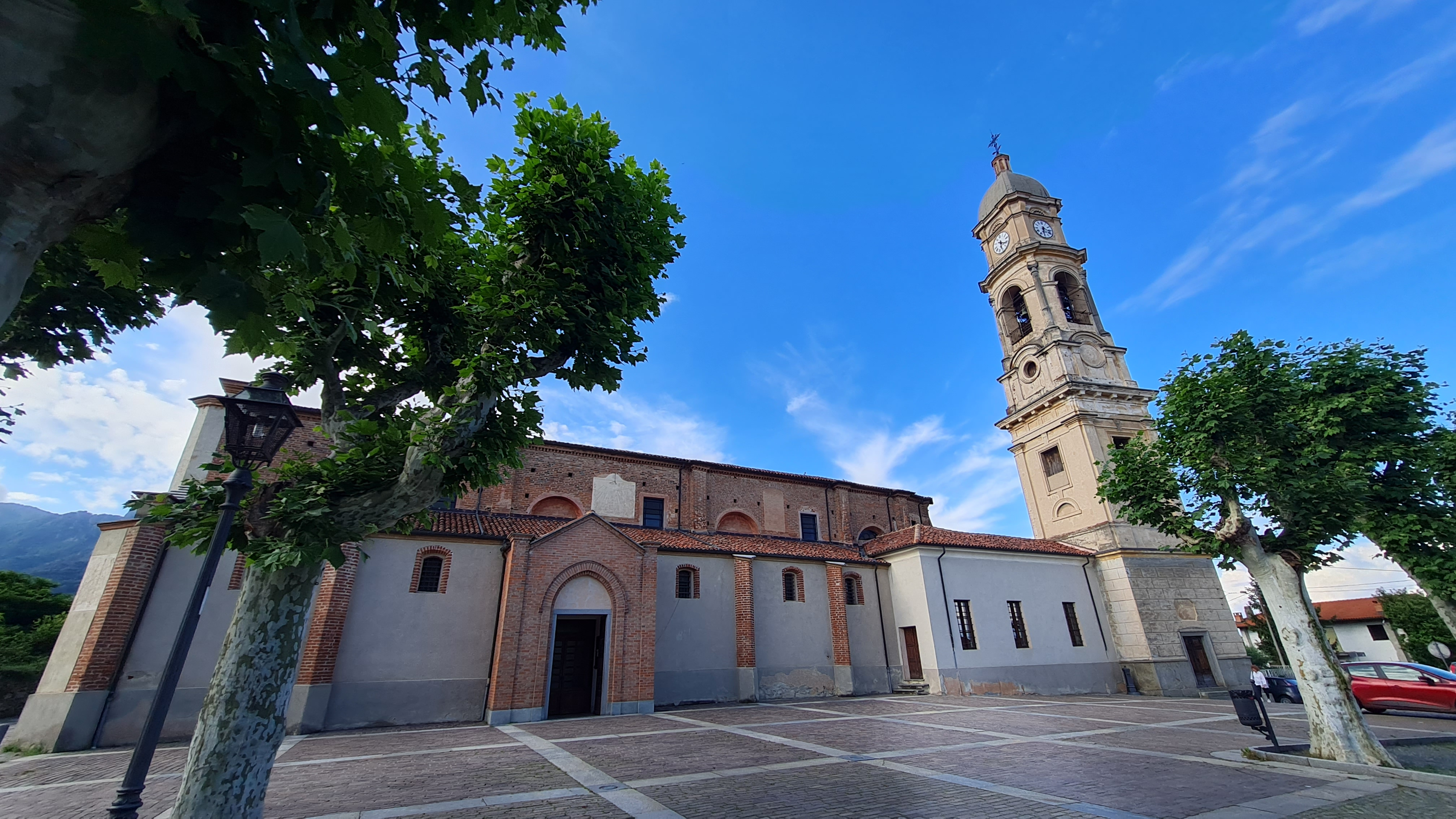
Facciata corpo laterale e campanile chiesa San Donato di Frossasco.

La facciata è composta da un unico livello in tinta color terra dalla quale affiorano lesene piatte e tre contrafforti ornati da archetti pensili.
Le fiancate dei corpi laterali sono scandite da contrafforti in laterizio, rivestiti di intonaco a base di calce e cemento, che si alternano alle aperture delle finestre circondate da una ghiera in mattoni. La zoccolatura è realizzata in malta.
Sul lato sud vi sono varie aperture, che sono state tamponate durante vari interventi avvenuti nel corso degli anni, e un ingresso secondario il cui portale, in mattoni, è scavato da un arco a sesto acuto compresso e che alla sommità presenta un profilo a capanna. 
Sulla facciata esterna sono presenti copie di antichi affreschi risalenti uno al XV secolo, raffigurante san Giovanni e san Cristoforo, somigliante a Francesco I re di Francia, e un altro, databile al secolo XVII, raffigurante la Vergine con il Bambino.